# Betula fruticosa
Betula fruticosa — вид квіткових рослин з родини березових (Betulaceae). Росте у центральній, східній і північно-східній Азії.

## Біоморфологічна характеристика
Це тонкий кущ з кількома стеблами до двох-трьох метрів заввишки.

## Поширення й екологія
Росте у центральній, східній і північно-східній Азії (Китай [Внутрішня Монголія й Хейлунцзян], Японія [Хоккайдо], Північна й Південна Корея, Монголія, Сибір і Далекий Схід) на висотах від 600 до 1100 метрів. Росте у вологому ґрунті на торфовищах і болотистих лісах (модринових, модриново-ялинових, смереково-ялицевих або змішаних), болотах, відкритих підтундрових лісах, вапнякових скелях і узбережжях річок. У північно-східному Сибіру і в субальпійському поясі гір вид бере участь у формуванні угруповань карликової берези, зазвичай змішаних з кедрово-сосновим стлаником і вільхою зеленою. Там, де зустрічається в межах Арктики, вид росте в долинах річок, на крутих схилах, у заплавних топольних лісах, у чагарникових заростях і в пониженнях біля морського узбережжя.

## Загрози й охорона
Немає повідомлень про серйозні загрози для цього виду. Немає повідомлень про заходи щодо збереження цього виду. Цей вид оцінюється як вразливий у Японії під синонімом Betula ovalifolia. Тому цей вид вважається місцево загроженим в Японії, але через його широке поширення за межами Японії він не вважається глобально загроженим.

## Галерея

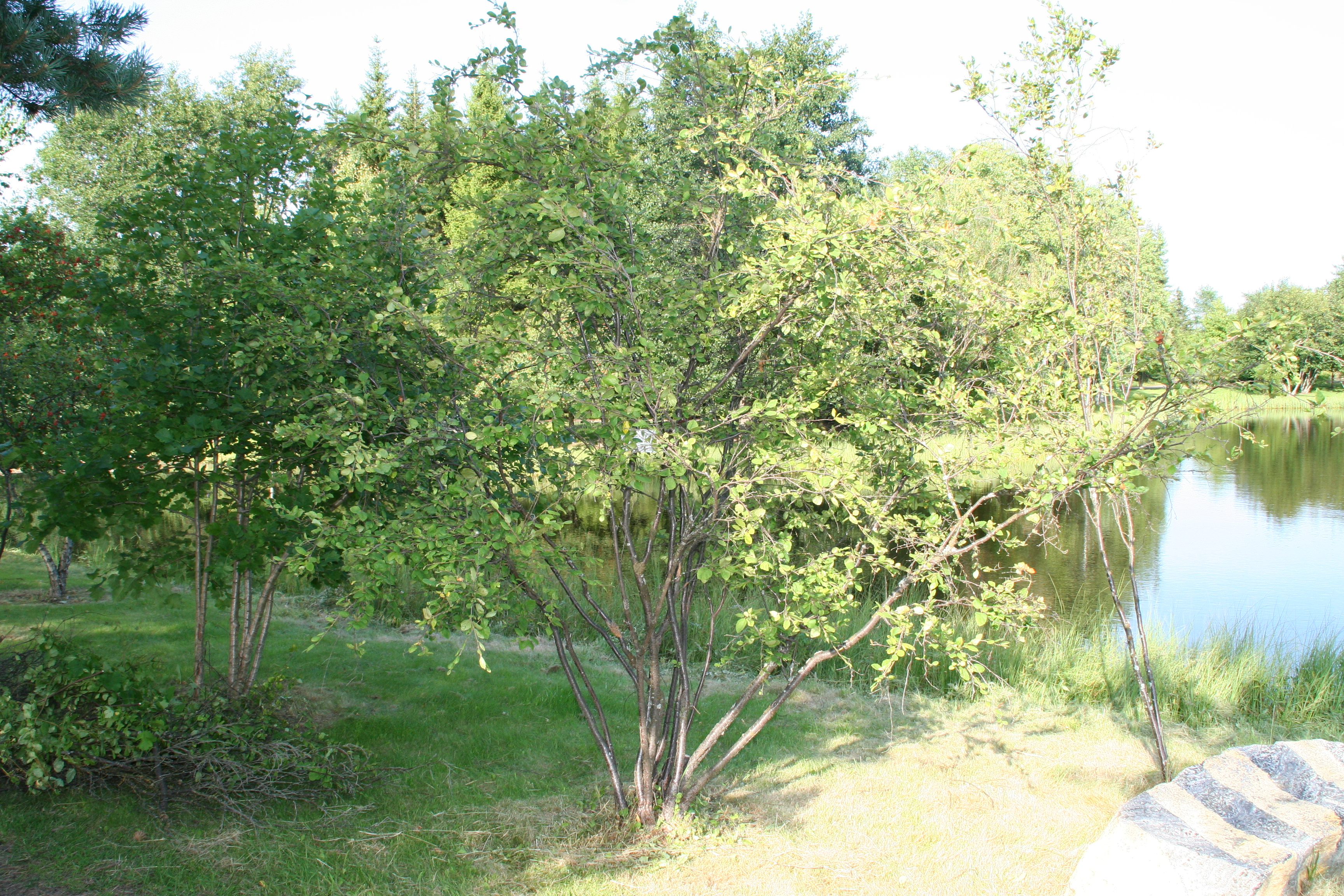
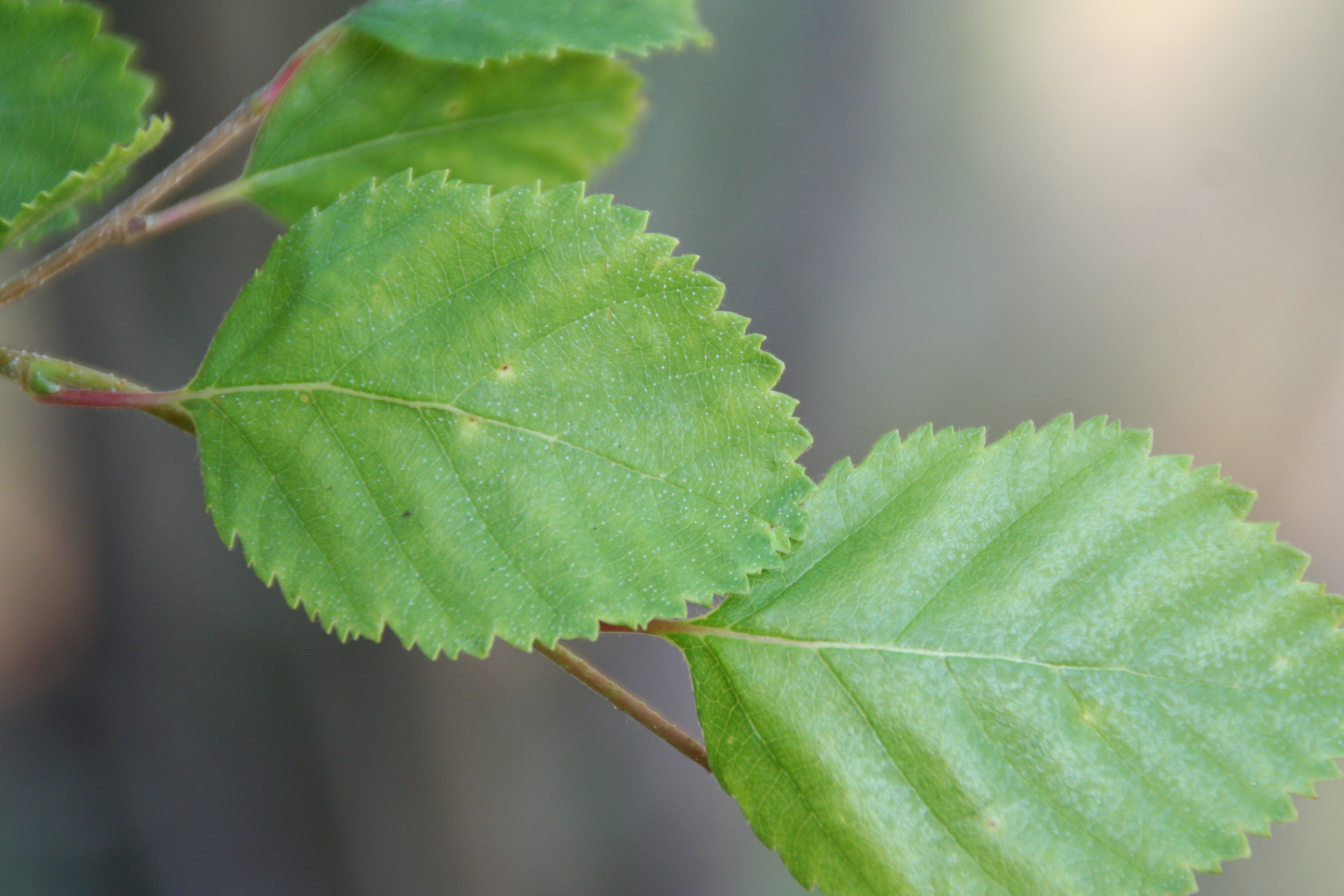
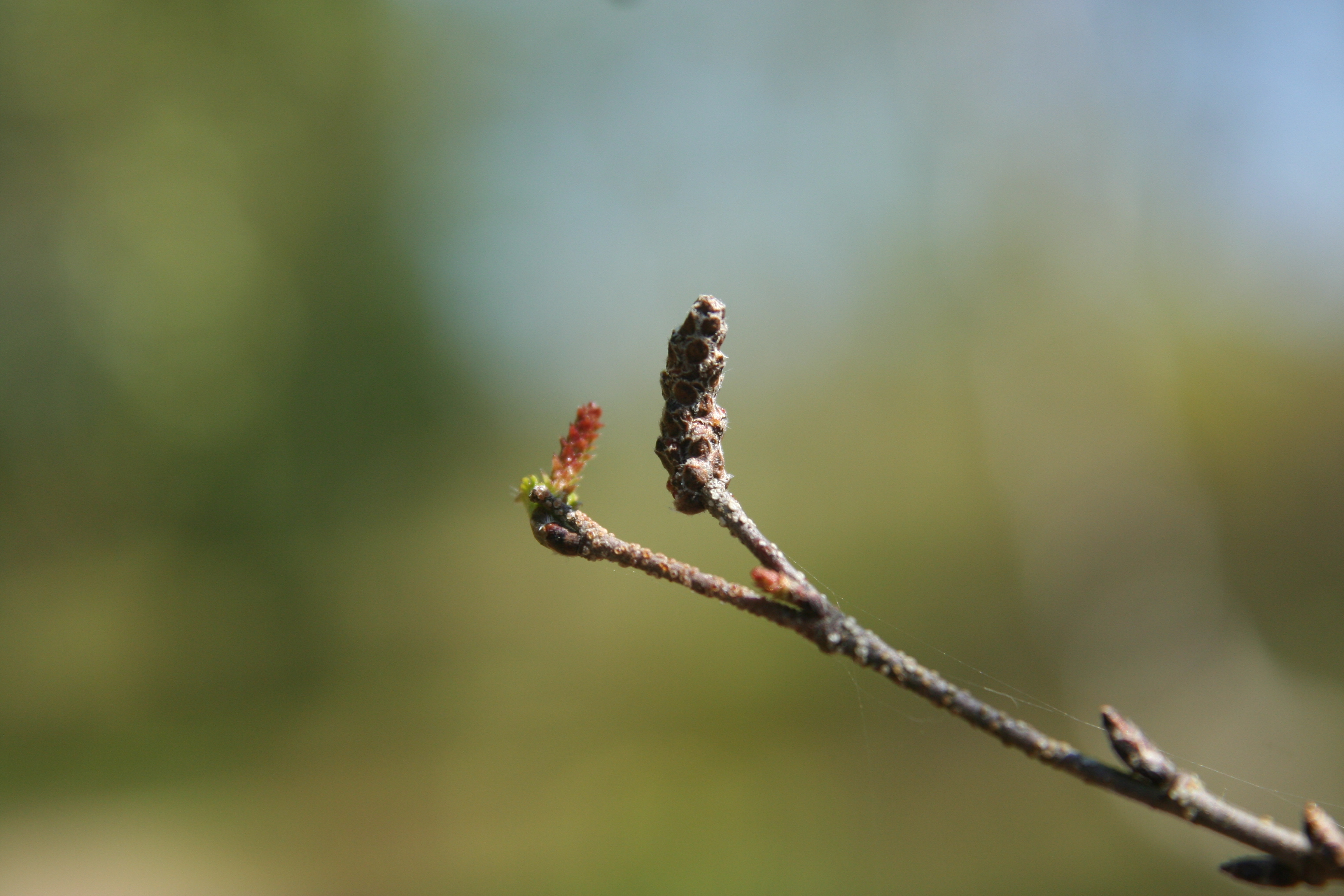
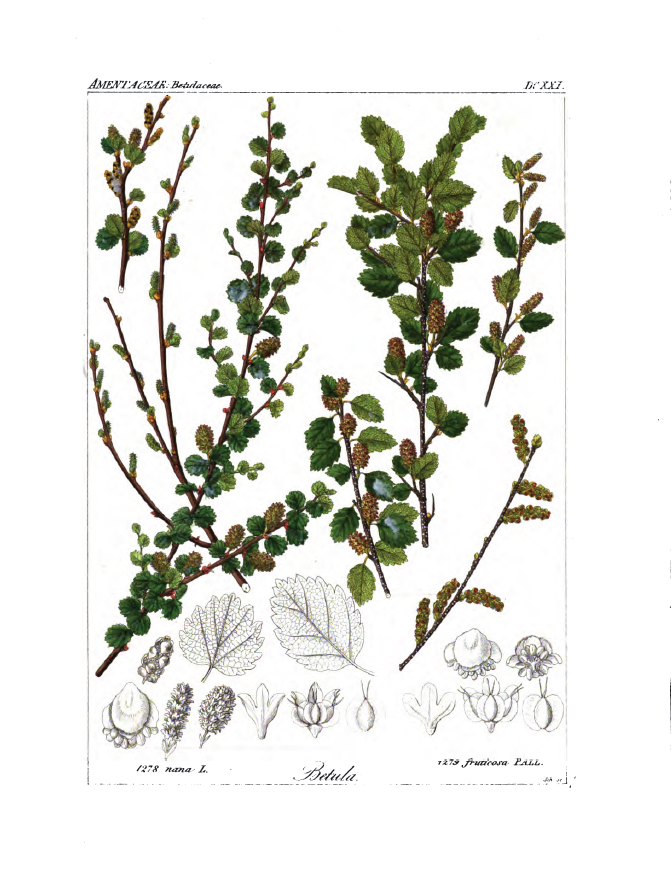